# Prosper Mérimée

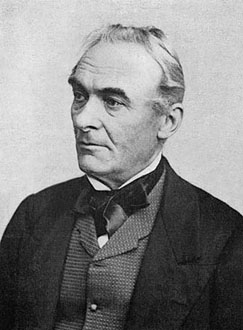
Prosper Mérimée

Prosper Mérimée (* 28. September 1803 in Paris; † 23. September 1870 in Cannes) war ein französischer Schriftsteller.

## Leben und Schaffen
Mérimée war Sohn gutbürgerlicher, geistig interessierter und sehr anglophiler Eltern und besuchte das Lycée Napoléon alias (nach 1815) Henri-IV. Anschließend absolvierte er ein Studium der Rechtswissenschaften, begann sich aber auch als Autor zu betätigen, z. B. mit ersten dramatischen und erzählerischen Versuchen sowie einer Übertragung der Poems of Ossian, der damals vielgelesenen (auch von Goethe geschätzten) Gesänge eines angeblichen altkeltischen Barden, die um 1770 James Macpherson gesammelt und ins Englische übersetzt haben wollte. Früh auch fand Mérimée Zutritt zu Pariser Künstler- und Literatenkreisen. So lernte er schon 1822 z. B. Stendhal kennen, mit dem er befreundet blieb, und traf in den Folgejahren auch die meisten Romantiker, darunter Victor Hugo, dem er bei der denkwürdigen bataille d’Hernani (1830) applaudierte. 1825 und 1826 bereiste er England und 1830 Spanien, wo er die Familie der zukünftigen Gattin des späteren Kaisers Napoleon III. kennenlernte, was ihm von Nutzen sein sollte.
Sein erstes gedrucktes Werk war 1825 Théâtre de Clara Gazul, eine Sammlung von Stücken, die angeblich von einer spanischen Schauspielerin dieses Namens verfasst waren und in denen gemäß der neuen romantischen Ästhetik die klassischen drei Einheiten missachtet werden. 1827 erschien La Guzla, ou Choix de poésies illyriques, recueillis dans la Dalmatie, la Croatie et l’Herzégovine, eine Sammlung angeblicher Übertragungen angeblicher illyrischer Volkslieder, mit der Mérimée an der romantischen Modegattung (Volks-)Liedersammlung partizipierte, die 1806–08 von Clemens Brentano und Achim von Arnim mit Des Knaben Wunderhorn initiiert worden und 1824/24 in Frankreich von Claude Fauriel mit seiner Sammlung Chants populaires de la Grèce moderne eingeführt worden war. 1828 versuchte sich Mérimée nochmals als Dramatiker und publizierte die unaufgeführt gebliebenen Stücke La Jacquerie, scènes féodales und La Famille Carvajal, drame.
Hiernach war er praktisch nur noch Erzähler. Er begann, mäßig erfolgreich, mit einem historischen Roman im Stil Walter Scotts, (den Alfred de Vigny 1826 mit Cinq-Mars in Frankreich eingeführt hatte): dem im Jahr der Bartholomäusnacht, d. h. zur Zeit der Religionskriege, spielenden 1572: Chronique du règne de Charles IX (1829). Dauerhaften Ruhm erlangte er dann mit einer Serie von gut 25 Erzählungen, die zunächst (1829/30) in rascher, anschließend nur noch in lockerer Folge erschienen und ihn zu einem Klassiker dieser Gattung machten. Die bekanntesten sind: Mateo Falcone, Tamango (beide 1829), Le Vase étrusque (1830), La Vénus d’Ille (1837), Colomba (1840) und Carmen (1845; 1874 von Georges Bizet zu seiner berühmten Oper umgearbeitet).

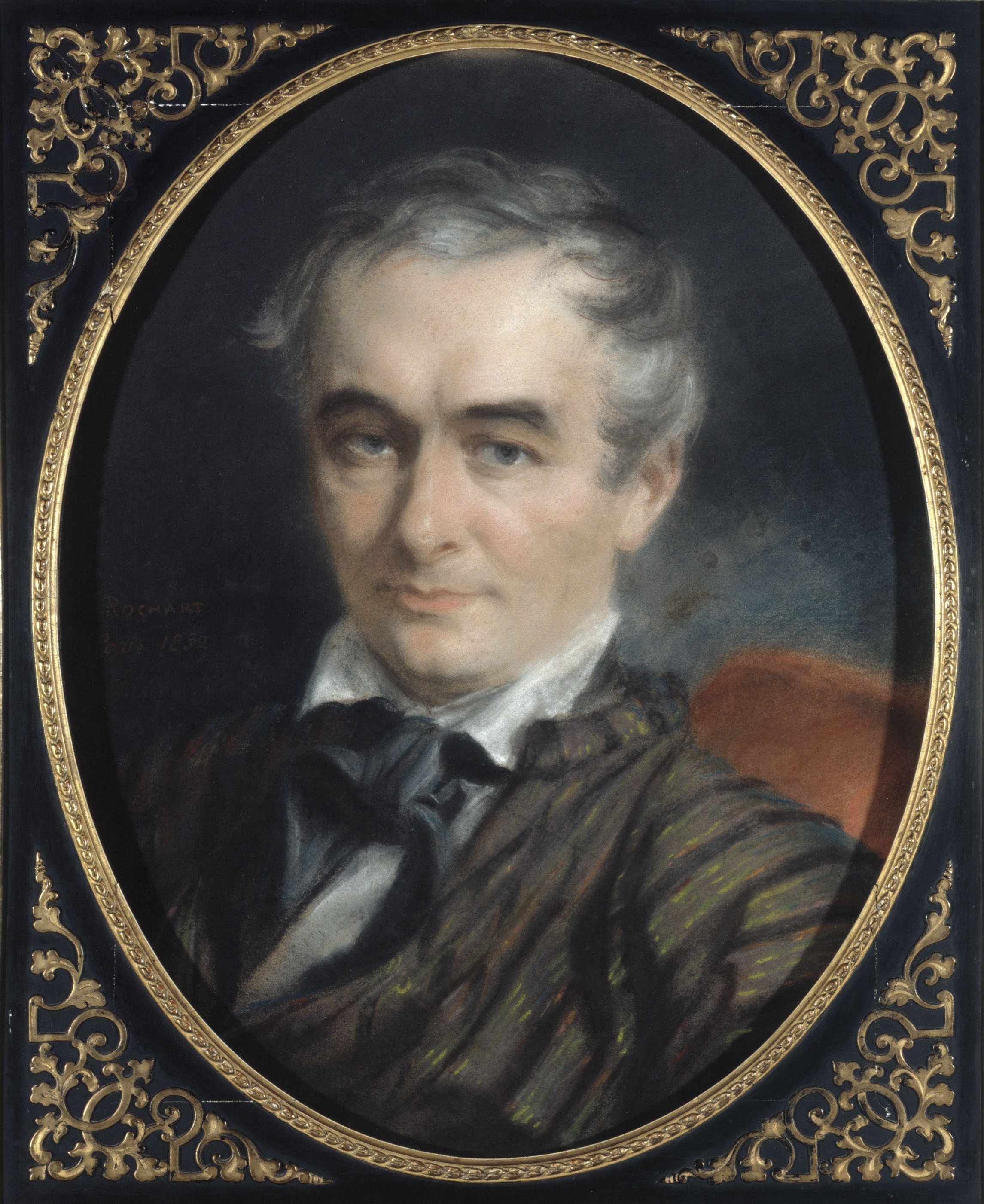
Prosper Mérimée

Nach der Julirevolution von 1830 hatte Mérimée immer weniger Zeit zum Schreiben. Er hatte sich dem neuen Regime des „Bürgerkönigs“ Louis-Philippe I. angeschlossen und bekam 1834, im Anschluss an einige höhere Posten in diversen Ministerien und nach der Ernennung zum Ritter der Ehrenlegion, das Amt des obersten französischen Denkmalschützers („Inspecteur des monuments historiques de France“). Dieses ließ ihn viel unterwegs sein, auch im Ausland, und füllte ihn mehr und mehr aus. Immerhin gewann er so auch den Stoff für etliche längere Reiseberichte, wie sie damals bei Publikum und Verlegern beliebt waren, z. B. Notes d’un voyage dans le midi de la France (1835) oder Notes d’un voyage en Corse (1840).
1843 wurde er Mitglied (membre libre) der Académie des Inscriptions et Belles-Lettres. Als er 1844 mit ganz knapper Mehrheit in die Académie française gewählt wurde, war seine literarische Karriere im Grunde schon beendet. Die Februarrevolution 1848 überstand er unbeschadet in seinem Amt. Nach der Ernennung von Charles-Louis-Napoléon Bonaparte zum Staatspräsidenten auf Lebenszeit (Dez. 1851) profitierte er von seiner alten Bekanntschaft mit dessen neuer spanischen Gattin. So wurde er 1852 zum Offizier der Ehrenlegion befördert und wurde 1853, nachdem Bonaparte sich Ende 1852 zum Kaiser Napoléon III. hatte ausrufen lassen, zum Mitglied des parlamentarischen Oberhauses (Sénat) ernannt. Zudem verkehrte er am kaiserlichen Hof, was ihm die Missgunst vieler Literaten-Kollegen und die Feindschaft alter Romantiker-Freunde eintrug, insbesondere die Victor Hugos, der inzwischen oppositioneller Republikaner geworden war.
Ab 1856 durch sein Asthma gesundheitlich eingeschränkt, quittierte Mérimée 1860 nach 26 Jahren sein Amt als Denkmalschützer; einer möglichen Ernennung zum Minister für das Bildungswesen wich er 1863 aus. In seinen letzten Jahren machte er sich verdient als Vermittler der zeitgenössischen russischen Literatur in Frankreich. Schon 1849 hatte er eine Novelle von Puschkin nachgedichtet; später betätigte er sich, in Zusammenarbeit mit den Autoren selbst, als Übersetzer Puschkins (1856) und Turgenjews (1869). Die Absetzung seines Protektors Napoléon am 4. September 1870 überlebte Mérimée nur um wenige Wochen.
Er fand auf dem Cimetière du Grand Jas in Cannes seine letzte Ruhestätte.

## Ehrungen
Nach ihm benannt ist die Pflanzengattung Merimea Cambess. aus der Familie der Tännelgewächse (Elatinaceae).

## Werke (in Auswahl)
- Cromwell (1822)
- Le Théâtre de Clara Gazul (1825)
- La Guzla (1827)
- La Jacquerie (1828)

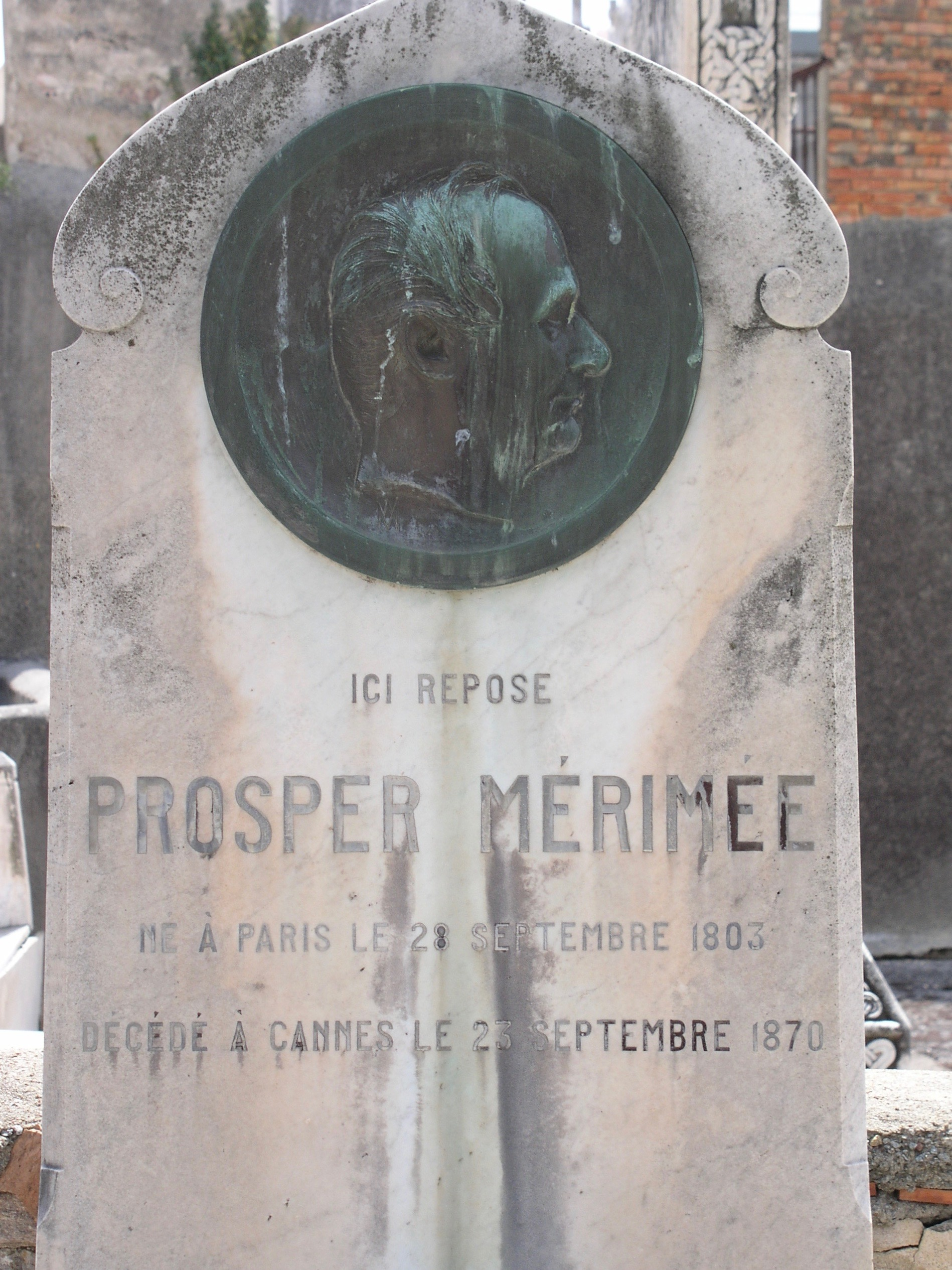
Grab im Cimetière du Grand Jas (Cannes)

- Chronique du règne de Charles IX – Die Bartholomäusnacht (1829)
- Le carrosse du Saint-Sacrement (1829)
- Mateo Falcone (1829)
- Vision de Charles XI – Vision Karls XI. (1829)
- Tamango (1829)
- Federigo (1829)
- Le Vase étrusque – Die etruskische Vase (1830)
- La Partie de trictrac – Die Tricktrackpartie (1830)
- Mosaïque (1833)
- La Double Méprise – Der doppelte Irrtum (1833)
- Les Âmes du purgatoire – Don Juan im Fegefeuer (1834)
- Notes de voyages (1835–1840)
- La Vénus d’Ille – Die Venus von Ille (1837)
- Notes d’un voyage en Corse (1840)
- Colomba (1840)
- Carmen (1845)
- Il Vicolo di Madama Lucrezia – Das Gäßchen der Madama Lucrezia (1846)
- Dictée de Mérimée (1857)
- La Chambre bleue – Das Blaue Zimmer (1866)
- Lokis (1869)
- Lettres à une inconnue (1874)

## Übersetzungen
- Die Venus von Ille. Aus dem Französischen übersetzt, mit Anmerkungen und einem Nachwort versehen von Ulrich Klappstein. Hannover: jmb-Verlag 2010. ISBN 978-3-940970-76-3